# Cacciatore di taglie
Un cacciatore di taglie (in inglese bounty hunter) è una persona che svolge un'attività consistente nell'assicurazione di un soggetto all'autorità giudiziaria, finalizzata alla riscossione di una ricompensa detta taglia.
Un bounty killer è invece colui che elimina fisicamente la persona sulla quale la taglia è stata posta. Non è la stessa cosa di un killer su commissione poiché la ricompensa, in questo caso, è finanziata dalla legge. In alcuni Stati del mondo è una professione a tutti gli effetti, in quanto prevista e disciplinata dalla legge; attualmente è regolamentata solo negli Stati Uniti d'America e nelle Filippine.

## Storia
Ai cacciatori di taglie la legge affidava la cattura dei wanted, e cioè dei criminali che erano sfuggiti alle maglie della giustizia senza aver espiato le loro colpe. I bounty hunters erano uomini pagati dallo Stato per ammazzare delinquenti che lo stesso Stato, per sua inefficienza, non era in grado d'incarcerare. Sebbene i bounty hunters avessero la possibilità di scegliere se prendere il loro uomo "vivo o morto" (il dead or alive degli avvisi sulla taglia), era quasi scontato propendere per la seconda ipotesi, perché un cadavere dà sicuramente meno problemi di trasporto e, in ogni caso, cessa per sempre di costituire un pericolo. Chi si dedicava a questo mestiere, se sopravviveva, era sicuro di poter racimolare una certa cifra. Questa attività fu particolarmente comune nell'America del XIX secolo, ma sembra essere stata praticata in tutto il mondo.

## Nel mondo

### Stati Uniti d'America
Negli Stati Uniti d'America è una professione regolamentata da una sentenza della Corte suprema degli Stati Uniti d'America del 1873, la Taylor v. Taintor. I cacciatori possono anche lavorare per i garanti della cauzione (in inglese bail bondsmen), questi ultimi possono ingaggiarli al fine di recuperare la cauzione versata in attesa che un imputato si presenti in un processo.
Sebbene in alcuni Stati federati degli Stati Uniti l'attività sia vietata – come in Oregon, Wisconsin, Kentucky e Illinois – ogni componente della federazione ha una propria disciplina; si stima che su tutto il territorio statunitense vi siano circa 20 000 agenzie specializzate in tale attività. La disciplina varia da stato a stato: a Tucson, in Arizona, opera il "National Institute of Bail Enforcement", che a fronte di un corso della durata di 23 ore, offre apposito diploma abilitante. In Arizona e California è richiesta anche una fedina penale pulita, mentre nel Texas non possono portare alcuna arma da fuoco.
Queste sono agenzie che, a fronte di pegni e forti interessi, pagano le cauzioni ai prigionieri (esclusi assassini, pericoli per la società e stranieri). Quando qualcuno di questi scappa senza pagare la somma anticipatagli, i cacciatori si mettono in azione, con il permesso di arrestare gli inquisiti facendo ricorso ad ogni mezzo disponibile. Il loro guadagno è il 10% della cauzione. A partire dal 2000 l'utilizzo di tali figure ha avuto una grande diffusione, soprattutto in tema di lotta all'evasione fiscale, dietro pagamento di un compenso che varia dal 15% al 30% per le somme effettivamente recuperate dal fisco grazie alla loro denuncia all'Internal Revenue Service (l'agenzia governativa USA che si occupa della riscossione delle imposte), per ogni singolo caso. Essa deve essere superiore a 2 milioni di dollari e interessare un soggetto che abbia un reddito superiore a 200 000 dollari all'anno.

## Nel cinema e nella televisione
Diverse trasmissioni televisive sono state prodotte sull'attività dei cacciatori, come ad esempio quella trasmessa sull'emittente televisiva statunitense A&E Network, denominata Dog the Bounty Hunter: un reality show, andato in onda nel 2007, che seguiva le vicende di Duane Chapman.
Storica è la serie TV anni '90 Renegade (serie televisiva) che narra le vicende di un ricercato, Reno Raines, che diventa un cacciatore di taglie per l'agenzia SixKiller Enterprises, nell'immaginaria californiana città di Bay City.
Nel cinema vi è il film Prima di mezzanotte, nel quale Robert De Niro interpreta la parte di un cacciatore di taglie, incaricato da un'agenzia di cauzioni, che aveva pagato la cauzione per la libertà provvisoria di un grande truffatore (interpretato da Charles Grodin), che si era reso irreperibile.
Su Netflix nel 2020 è uscita Teenage Bounty Hunters. Lo show racconta la storia di due sorelle, Sterling e Blair, che uniscono le forze con un cacciatore di taglie molto esperto e si addentrano nel mondo della ricerca e dei tentativi di catturare i cattivi mentre affrontano i rischi della vita da teenager.

## Cacciatori famosi
- Duane Chapman
- "The Dunn Brothers"
- Bill Klase
- Joop Kruna
- New Jack
- David "Dr. D" Schultz
- Task Force Falcon
- Ralph "Papa" Thorson
- Domino Harvey

## Nella cultura di massa
Nel genere western il cacciatore di taglie si identificava con la figura del bounty killer, più volte tratteggiata nel genere, che lo presenta come eroe romantico, o come mercenario ben armato e pericoloso, che inseguiva e catturava (e spesso uccideva) chiunque avesse una taglia (in lingua inglese bounty) sulla propria testa. Il principio del "vivo o morto" (dead or alive nell'originale inglese) fa sì che il compenso della taglia sia versabile non tanto all'avvenuto arresto del ricercato (vivo), quanto alla generica eliminazione del problema sociale che esso rappresenta, venendo a rendere inconsistente il fondamentale principio della presunzione d'innocenza. Per tal motivo il bounty killer dei film è solitamente presentato come un pistolero con pochi scrupoli che vive all’avventura, ai margini della società e della legge, o un sicario legalizzato al soldo di qualche signorotto locale.
La professione di cacciatore di taglie ricorre di frequente anche nel franchise di Guerre stellari così come in numerosi film, cartoni animati e videogiochi contemporanei e successivi: alcuni di questi ad esempio sono Metroid, Roswell Conspiracies, Ben 10 e seguiti,Transformers Animated.